# Cecoslovacchia ai Giochi della XV Olimpiade
La Cecoslovacchia ha partecipato ai Giochi della XV Olimpiade, svoltisi ad Helsinki, dal 19 luglio al 3 agosto 1952,  
con una delegazione di 99 atleti, di cui 13 donne, impegnati in 11 discipline,
aggiudicandosi 7 medaglie d'oro, 3 medaglie d'argento e 3 medaglie di bronzo.

## Medagliere

### Per discipline
| Sport              | Oro | Argento | Bronzo | Totale |
| ------------------ | --- | ------- | ------ | ------ |
| Atletica leggera   | 4   | 1       | 0      | 5      |
| Canoa/kayak        | 1   | 1       | 1      | 3      |
| Canottaggio        | 1   | 0       | 0      | 1      |
| Pugilato           | 1   | 0       | 0      | 1      |
| Lotta greco-romana | 0   | 1       | 1      | 2      |
| Ginnastica         | 0   | 0       | 1      | 1      |
| Totale             | 7   | 3       | 3      | 13     |

### Medaglie
| Medaglia | Atleta | Sport              | Evento                           |
| -------- | --- | ------------------ | -------------------------------- |
| Oro      | Emil Zátopek | Atletica leggera   | 5000 metri piani                 |
| Oro      | Emil Zátopek | Atletica leggera   | 10000 metri piani                |
| Oro      | Emil Zátopek | Atletica leggera   | Maratona                         |
| Oro      | Dana Zátopková | Atletica leggera   | Lancio del giavellotto femminile |
| Oro      | Josef Holeček | Canoa/kayak        | C1 1000 metri maschile           |
| Oro      | Karel Mejta Sr. Jiří Havlis Jan Jindra Stanislav Lusk Tim: Miroslav Koranda                                                             | Canottaggio        | Quattro con maschile             |
| Oro      | Ján Zachara | Pugilato           | Pesi piuma                       |
| Argento  | Josef Doležal | Atletica leggera   | Marcia 50 km                     |
| Argento  | Jan Brzák-Felix Bohumil Kudrna | Canoa/kayak        | C2 1000 metri maschile           |
| Argento  | Josef Růžička | Lotta greco-romana | Pesi massimi                     |
| Bronzo   | Alfréd Jindra | Canoa/kayak        | C1 10000 metri maschile          |
| Bronzo   | Eva Bosáková-Věchtová Alena Chadimová Jana Rabasová Božena Srncová Hana Bobková Matylda Matoušková-Šínová Věra Vančurová Alena Reichová | Ginnastica         | Concorso a squadre femminile     |
| Bronzo   | Mikuláš Athanasov | Lotta greco-romana | Pesi leggeri                     |

## Risultati

### Pallacanestro
| Atleta | Classifica |
| --- | ---------- |
| V · D · M Nazionale cecoslovacca - Pallacanestro ai Giochi della XV Olimpiade 3 J. Baumruk · 4 Matoušek · 5 Škeřík · 6 Bobrovský · 7 Kozák · 8 Horniak · 9 Kodl · 10 Rylich · 11 Mrázek · 12 M. Baumruk · 13 Ezr · 14 Kolář · 15 Šíp · 16 Tetiva · All. Josef Fleischlinger | 10°        |
| Nazionale cecoslovacca - Pallacanestro ai Giochi della XV Olimpiade |            |
| 3 J. Baumruk · 4 Matoušek · 5 Škeřík · 6 Bobrovský · 7 Kozák · 8 Horniak · 9 Kodl · 10 Rylich · 11 Mrázek · 12 M. Baumruk · 13 Ezr · 14 Kolář · 15 Šíp · 16 Tetiva · All. Josef Fleischlinger                                                                               |            |